# Texiweckeliopsis insolita
Texiweckeliopsis insolita är en kräftdjursart som först beskrevs av John R. Holsinger 1980.  Texiweckeliopsis insolita ingår i släktet Texiweckeliopsis och familjen Hadziidae. Inga underarter finns listade i Catalogue of Life.